# Casa natală a lui Lucian Blaga
Casa natală a lui Lucian Blaga este un monument istoric aflat pe teritoriul localității Lancrăm, actualmente subordonată administrativ municipiului Sebeș.

## Descriere
Casa părintească a lui Lucian Blaga, poet, filosof, dramaturg, prozator, devine muzeu după anul 1995 când, cu ocazia centenarului nașterii poetului, statul român cumpără în sfârșit proprietatea, în vederea integrării acesteia în circuitul turistic și totodată, în patrimoniul național, unde își aștepta locul. Casa a fost construită în 1870 de preotul Simion Blaga, bunicul poetului Lucian Blaga.
Colecția prezintă manuscrise, documente vechi, corespondență, volume cu semnătura poetului, portrete, fotografii, mobilier țărănesc și de epocă, precum și obiecte personale: pălăria, paltonul și geamantanul de student. Pe lângă vechea casă, șura a fost transformată într-o clădire modernă ce deține o mică bibliotecă, o sală pentru diverse activități, spații de cazare cu toate utilitățile pentru colaboratori și participanți la manifestările Centrului Cultural „Lucian Blaga°.
Casa memorială funcționează ca departament în cadrul Centrului Cultural „Lucian Blaga din Sebeș, în subordinea Consiliului Local Sebeș, din anul 2000. Complexul Memorial „Lucian Blaga găzduiește în fiecare an, la începutul lunii mai, deschiderea activităților culturale din cadrul „Festivalului Internațional Lucian Blaga”.

## Imagini

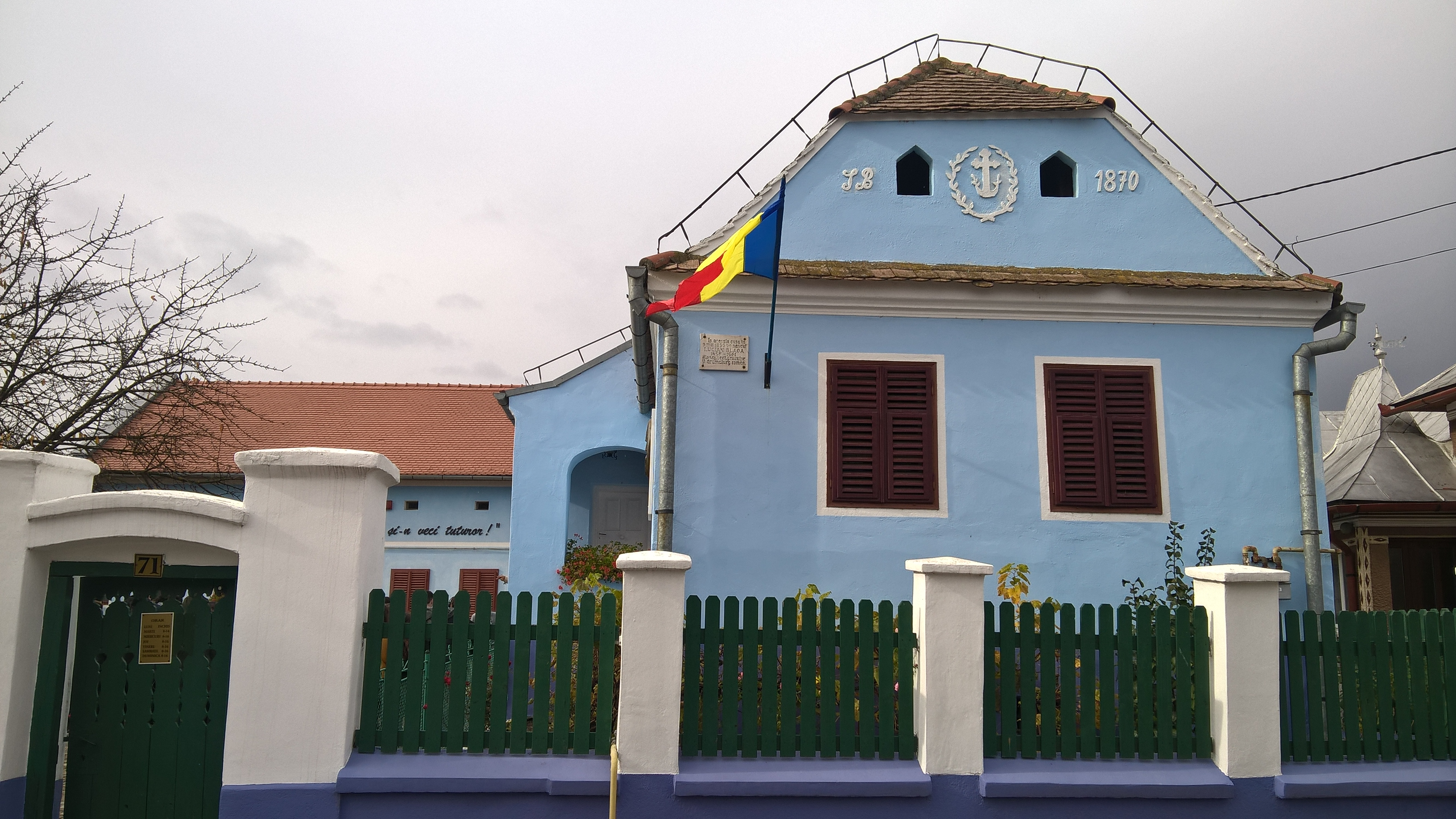
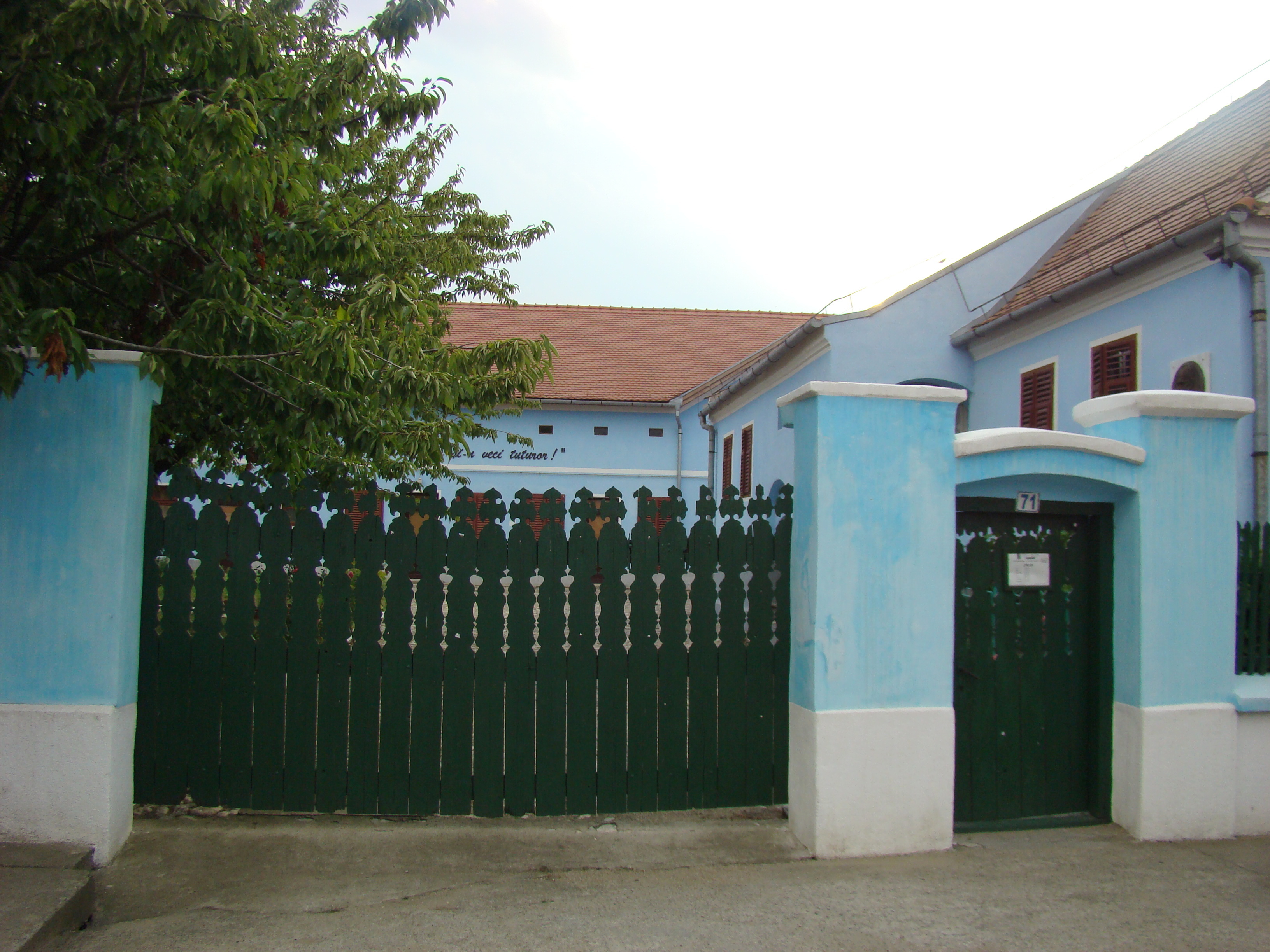
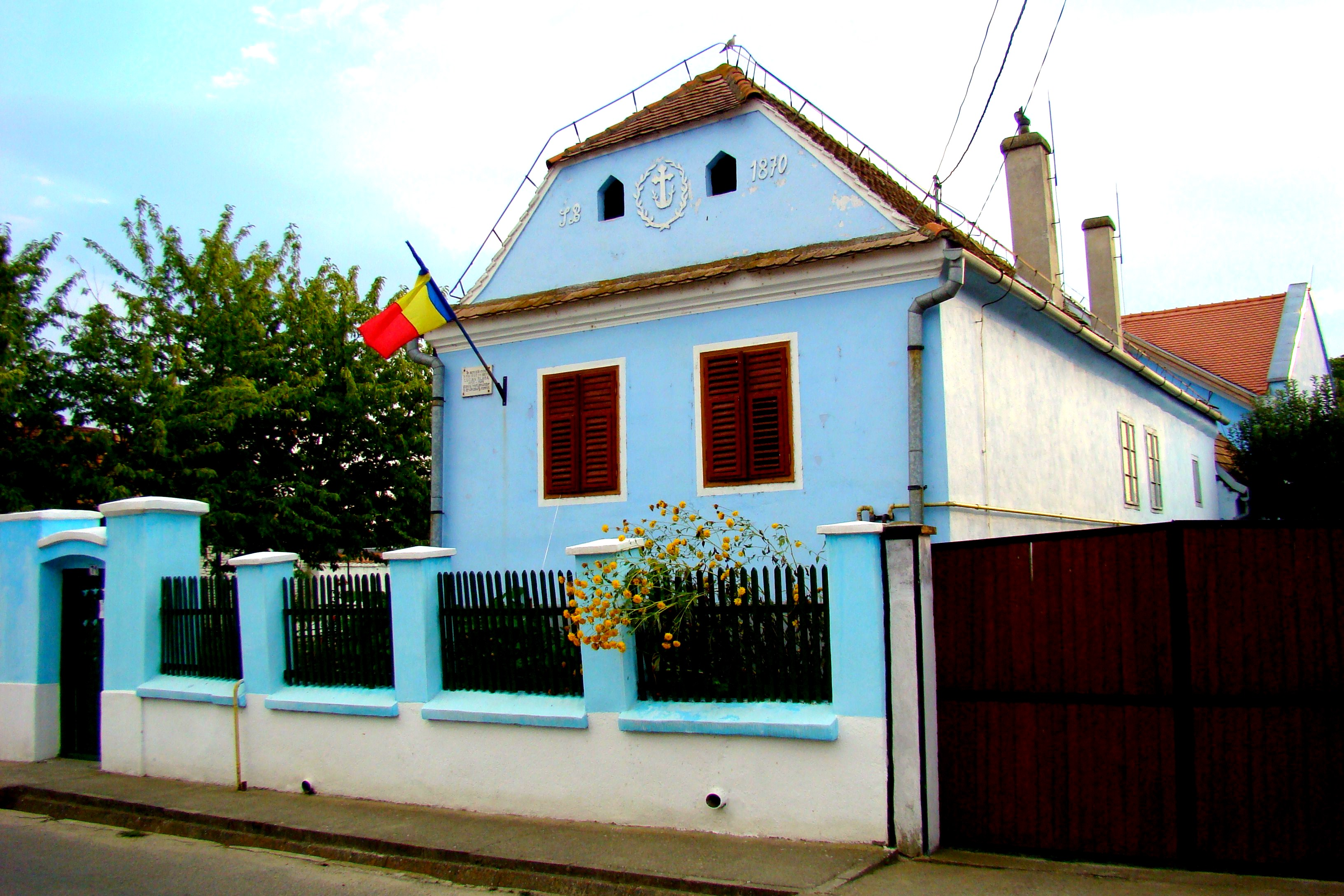
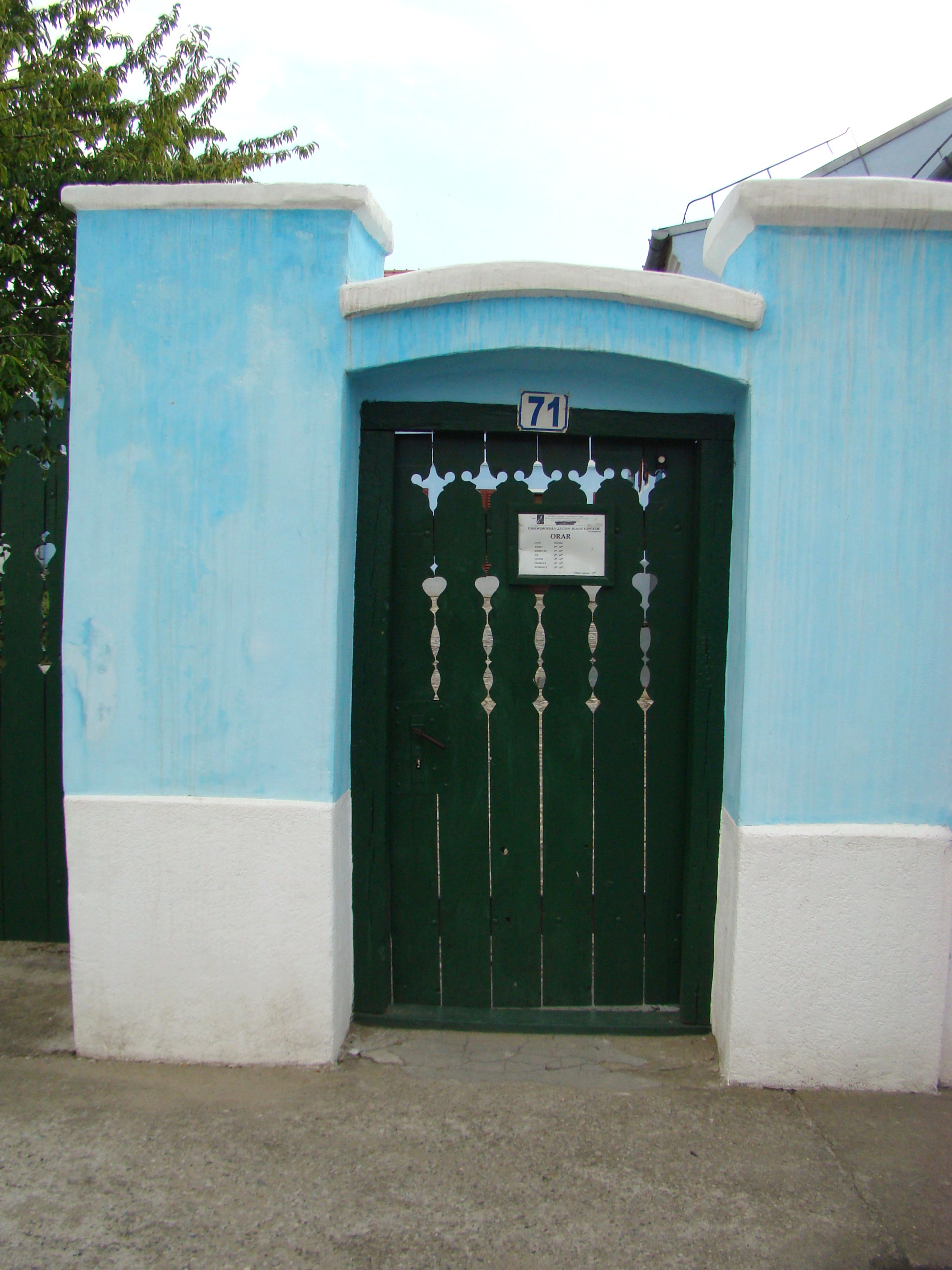
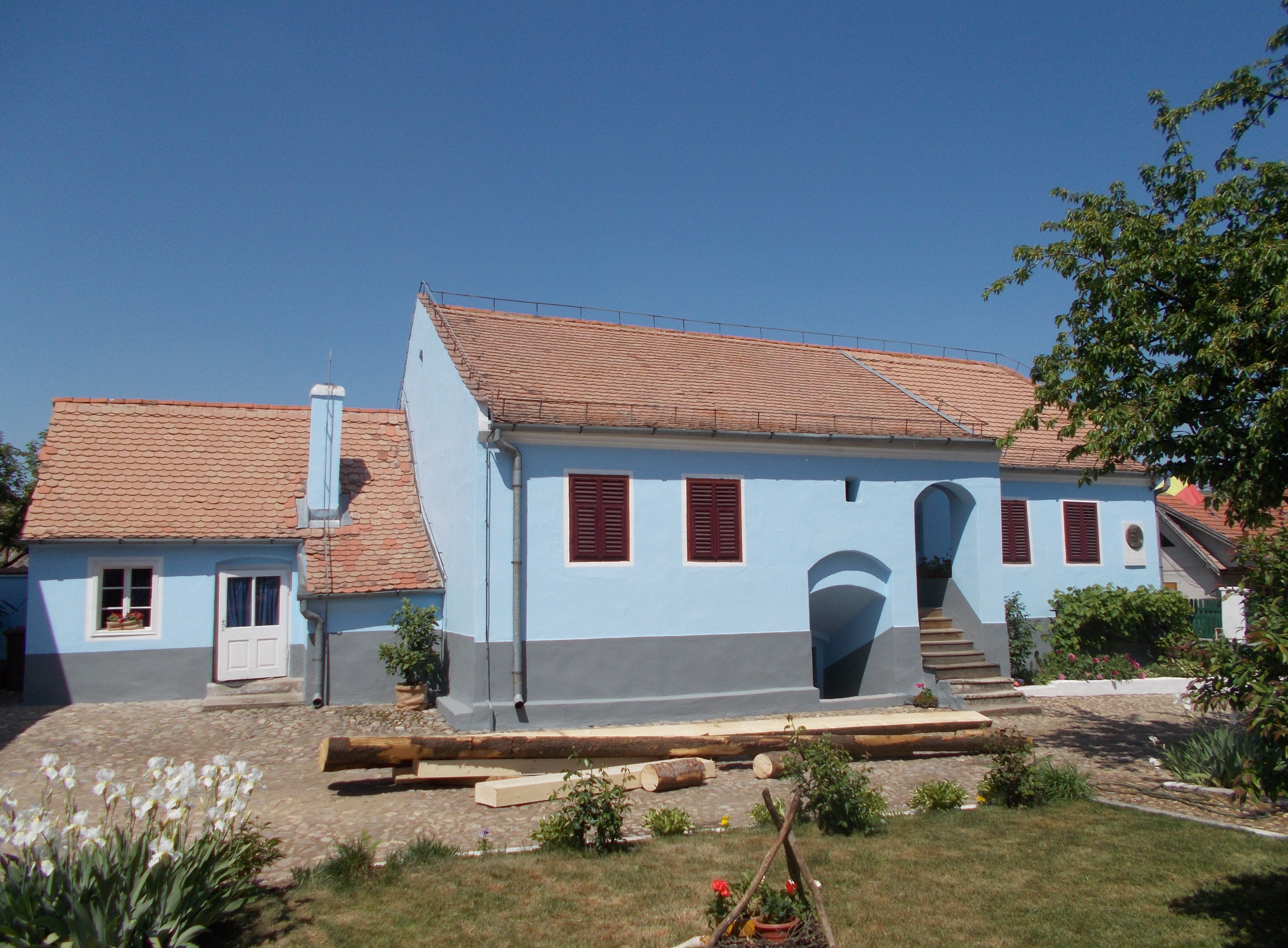
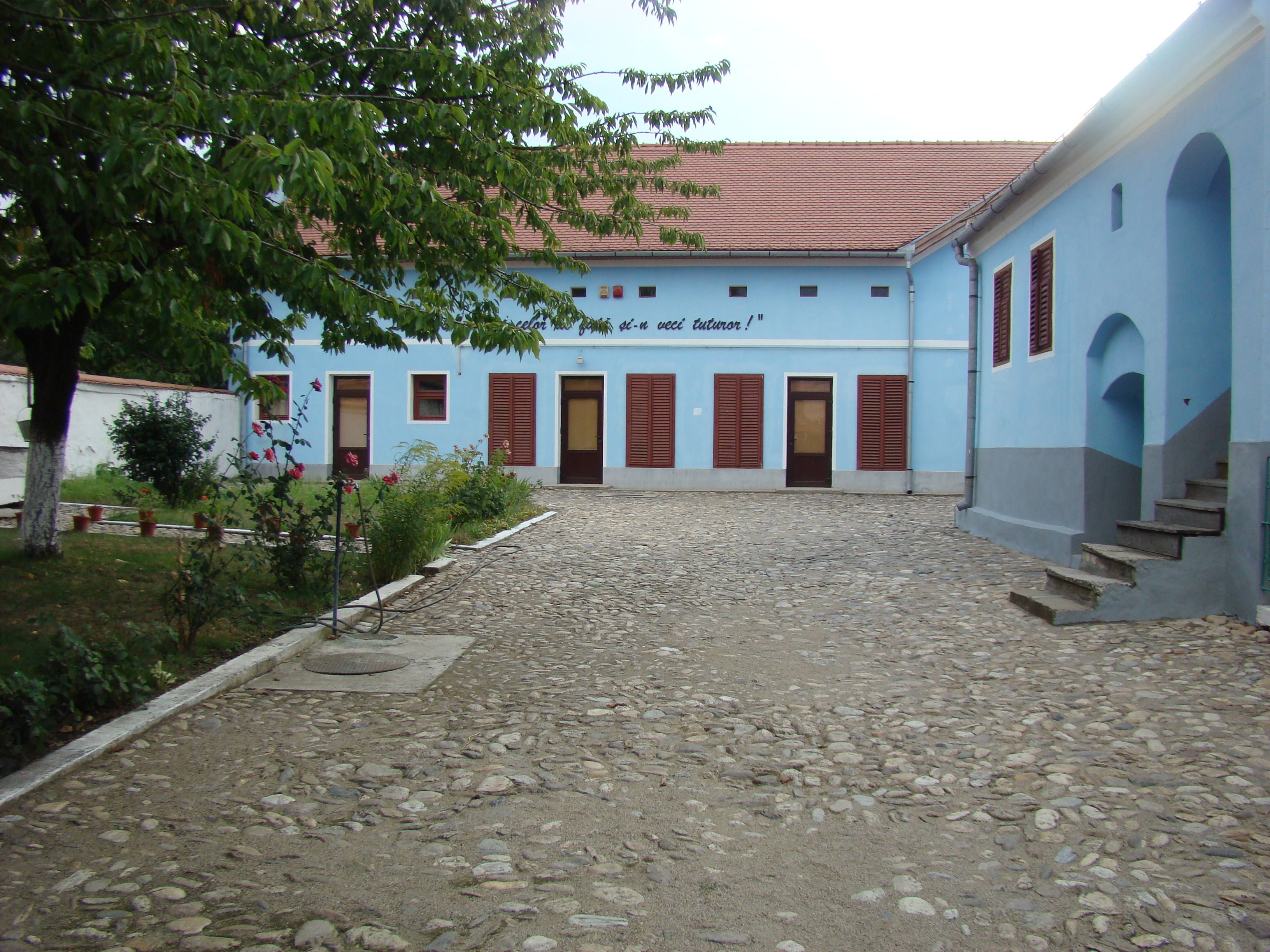
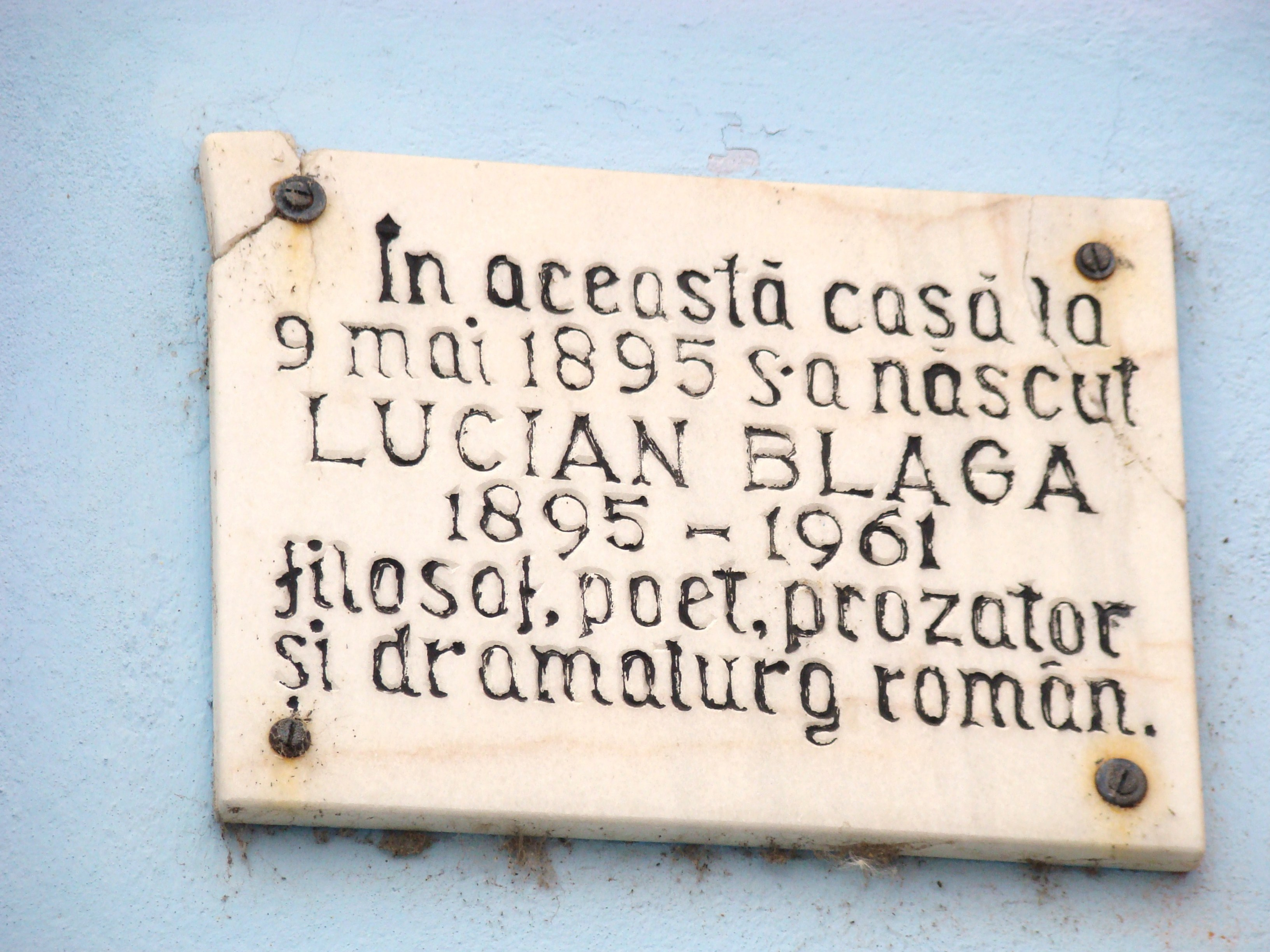
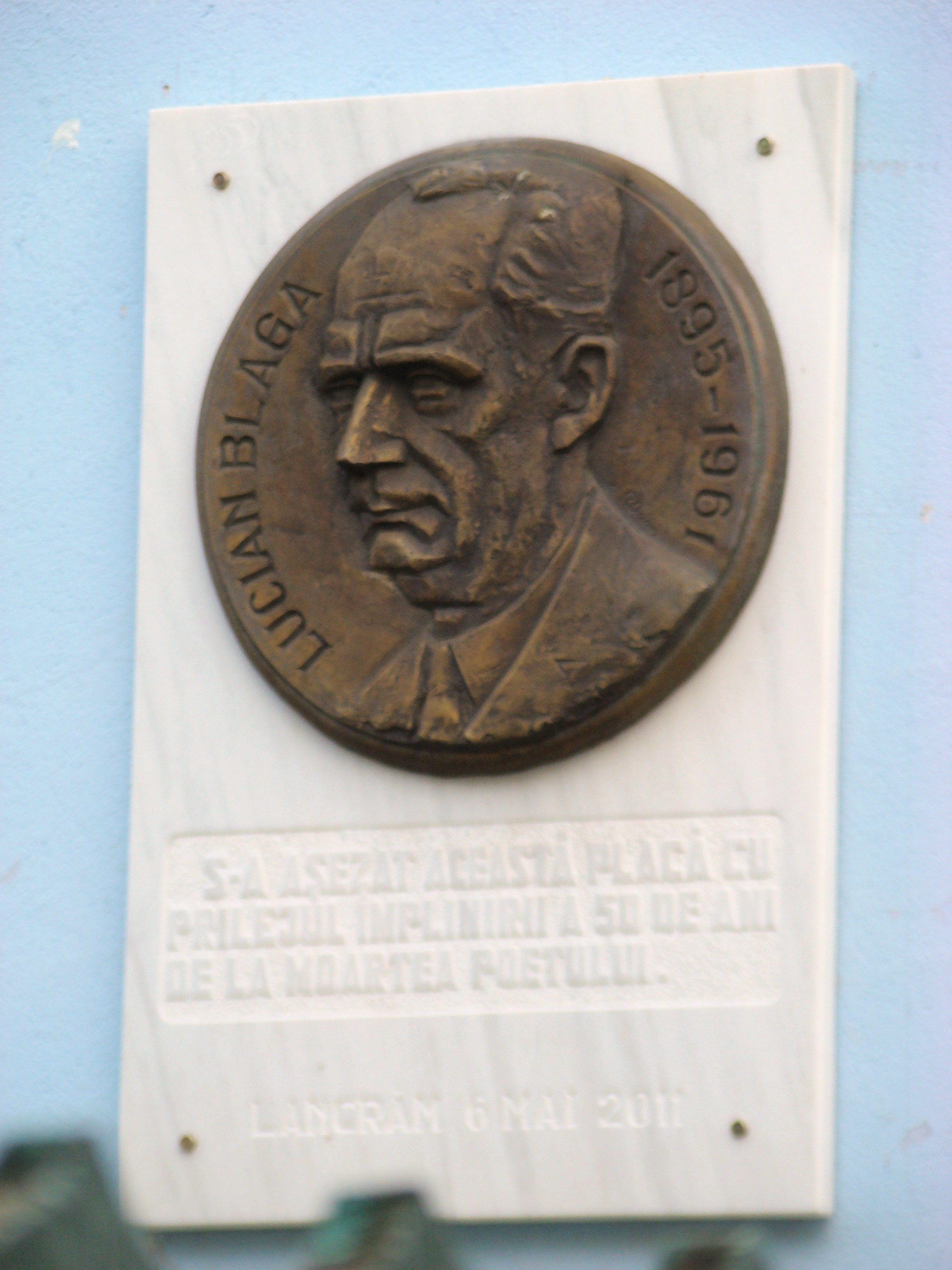
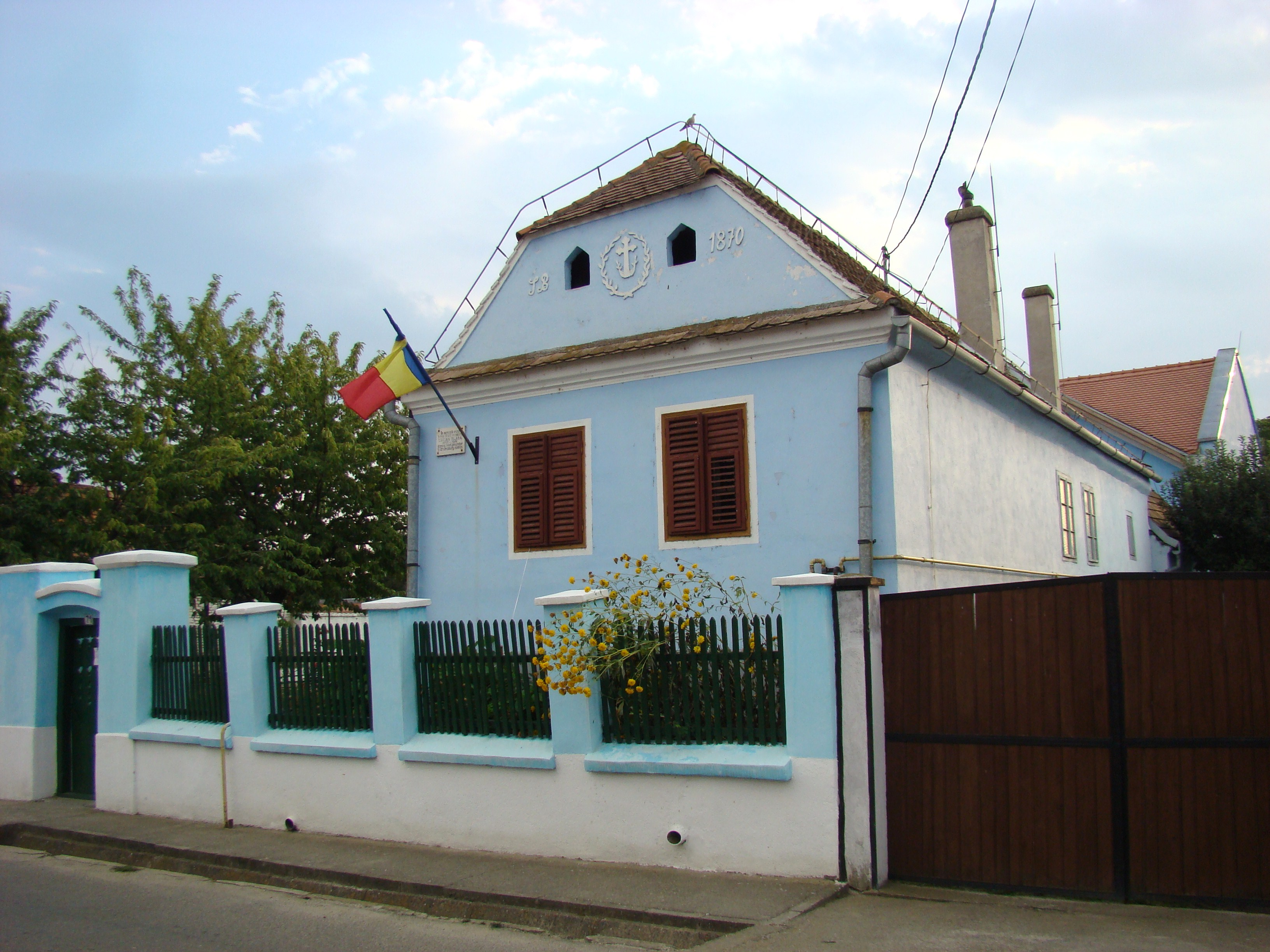
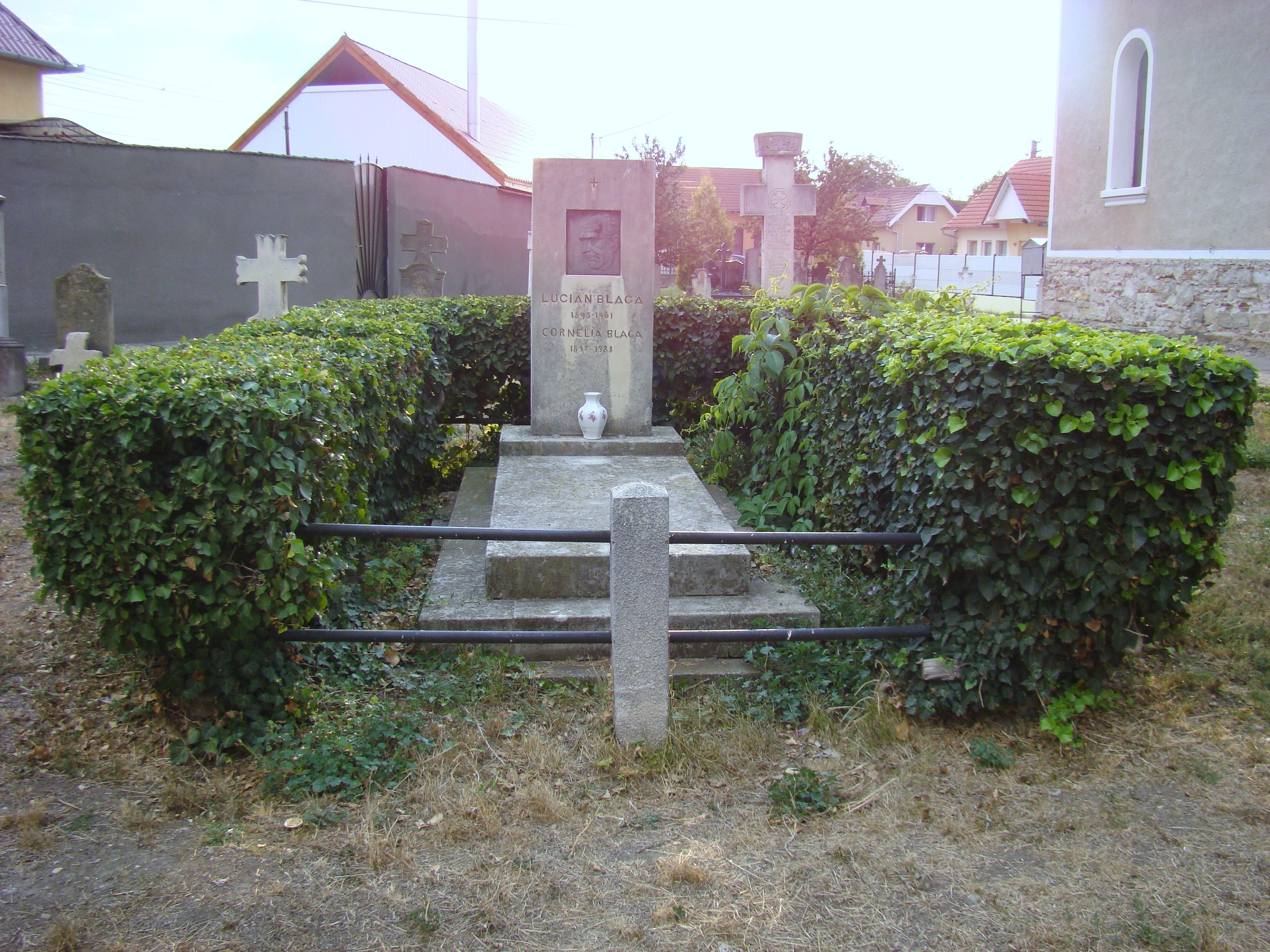
Mormântul lui Lucian Blaga din Lancrăm
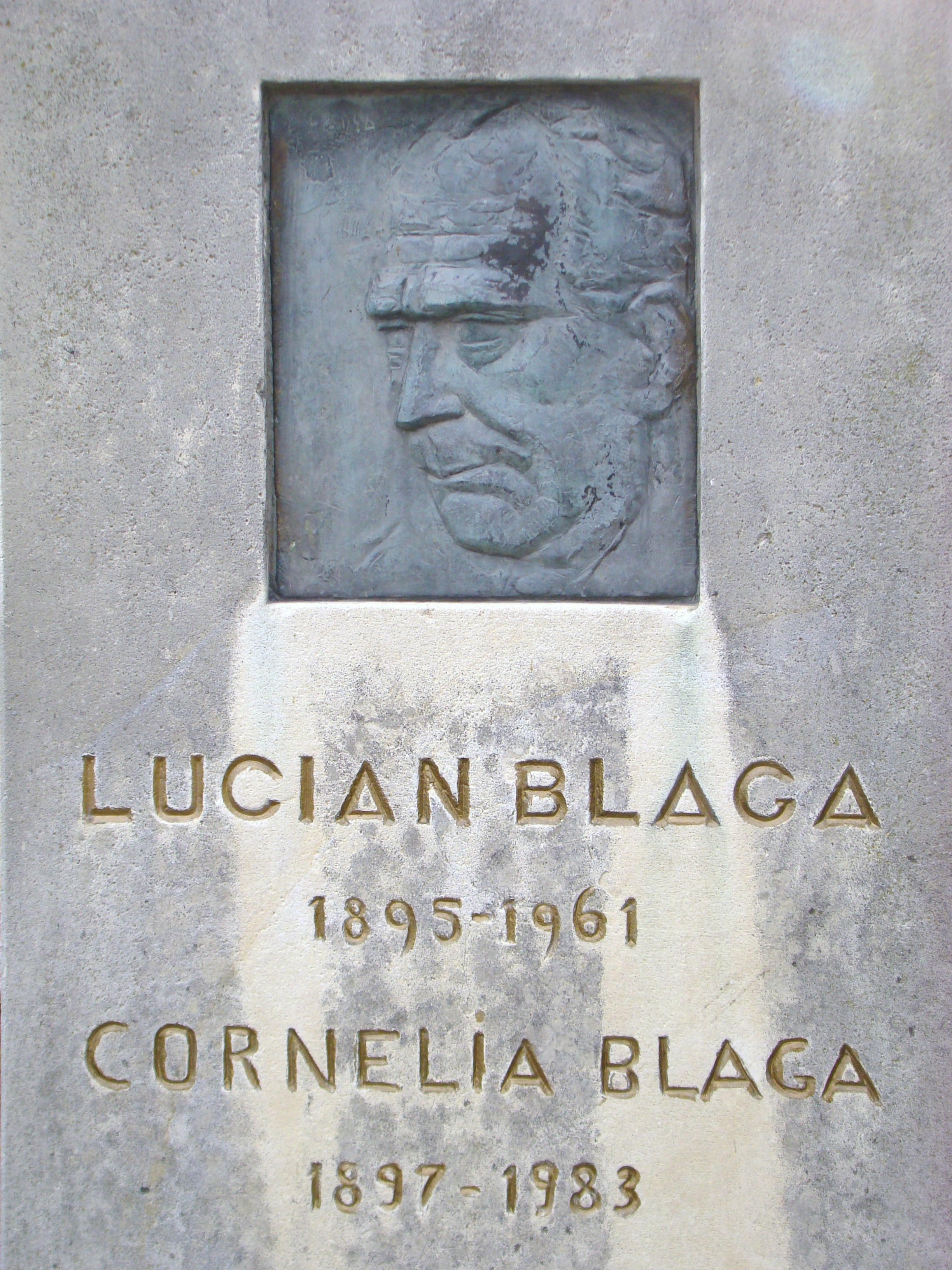
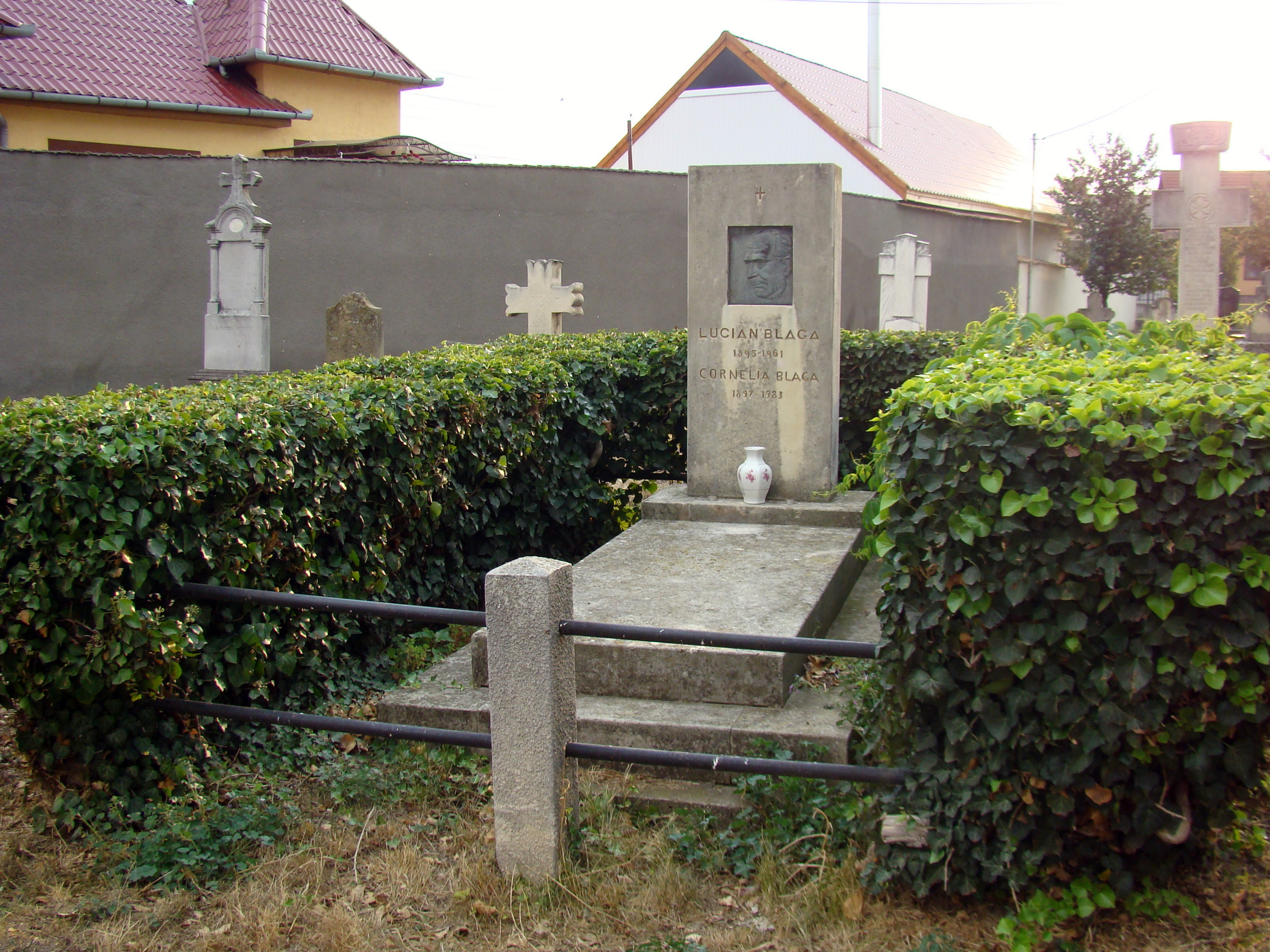
Mormântul lui Lucian Blaga din Lancrăm
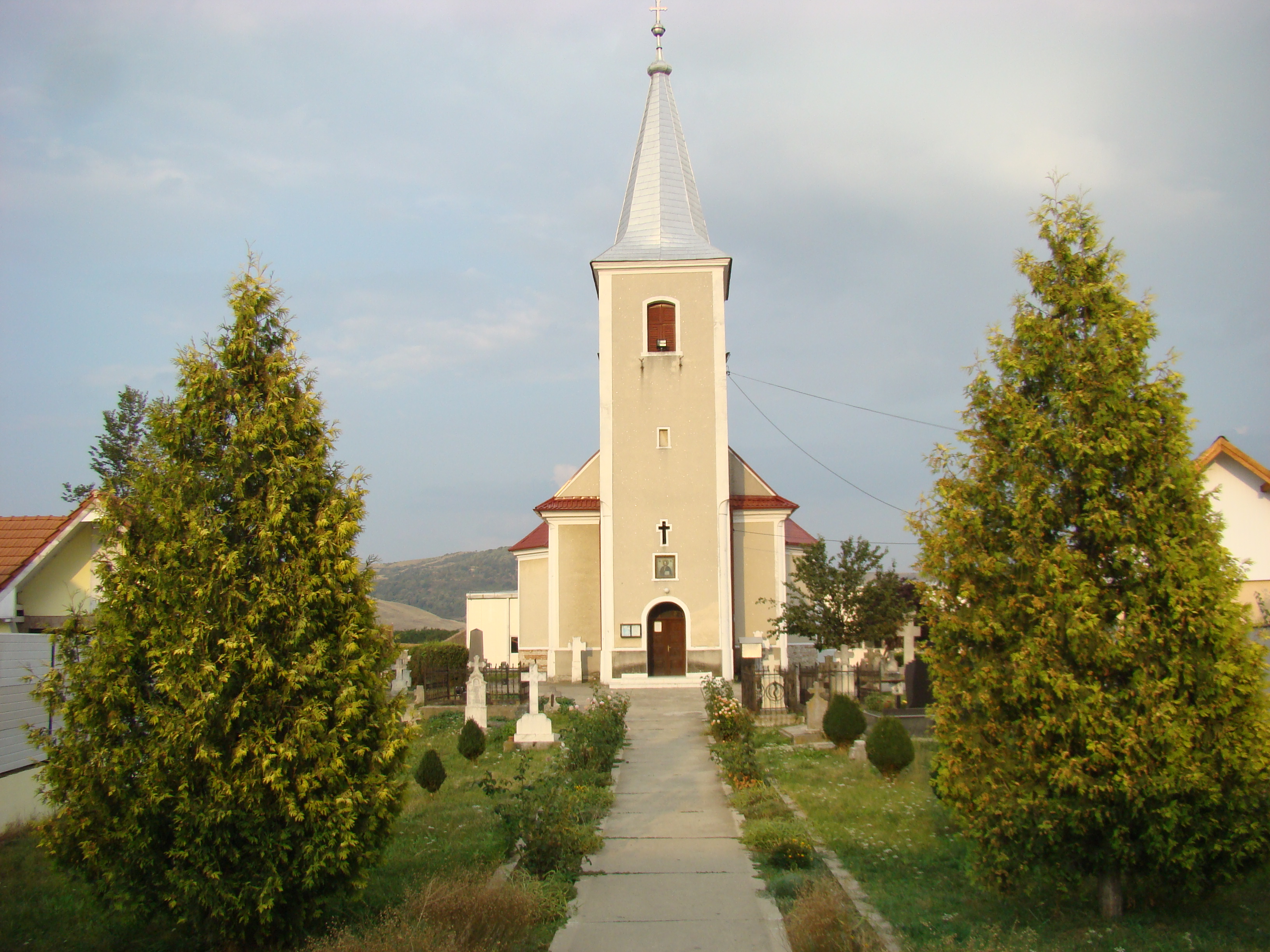
Biserica Adormirea Maicii Domnului din Lancrăm